# Pipeline (datorhårdvara)
En pipeline är i mikrotekniksammanhang en teknik använd i datorprocessorer, där ett antal processelement seriekopplas så att utdatan från ett blir indata till nästa, ofta med någon form av buffertminne emellan.